# Рабуньяль, Мартин
Мартин Эрнесто Рабуньяль Рей (исп. Martín Ernesto Rabuñal Rey; родился 22 апреля 1994 года, Монтевидео) — уругвайский футболист, полузащитник клуба «Монтевидео Сити Торке».

## Биография
Рабуньяль — воспитанник клуба «Дефенсор Спортинг». 7 декабря 2014 года в матче против «Рампла Хуниорс» он дебютировал в уругвайской Примере. 26 апреля 2015 года в поединке против «Эль Танке Сислей» Мартин забил свой первый гол за «Дефенсор Спортинг».
В 2020—2021 года выступал за рубежом — сначала в мексиканском «Хуаресе», а затем — в аргентинском «Росарио Сентрале» (сыграл за клуб всего два матча из-за травмы правого колена). В 2022 году перешёл в «Монтевидео Сити Торке».